# اينزو بورغز
اينزو بورغز (بالإسبانية: Enzo Borges)‏ هو لاعب كرة قدم أوروغواياني في مركز الهجوم، ولد في 22 يوليو 1986 في ريفيرا في الأوروغواي. لعب مع خوان أوريتش.

## وصلات خارجية
- اينزو بورغز على موقع قاعدة بيانات كرة القدم.إي يو (الإنجليزية)
- اينزو بورغز على موقع Soccerway.com (الإنجليزية)